# Герман Гефле (1911)
Герман Юліус Гефле (нім. Hermann Julius Höfle; 19 червня 1911, Зальцбург — 21 серпня 1962, Відень) — німецький офіцер, штурмбанфюрер СС.

## Біографія
Служив у поліції безпеки і СД Люблінського дистрикту, співробітник штабу Оділо Глобочника. Був призначений заступником керівника операції «Рейнгард», в ході якої з території Польщі в табори смерті було направлено велику кількість євреїв. Особисто очолив відправку транспортів з євреями з Варшави в Треблінку (всього близько 300 000 осіб).
У травні 1945 року захоплений британськими військами в Каринтії і до серпня 1947 перебував у таборі для інтернованих осіб Вольфсберг. Потім був заарештований, проте 30 жовтня 1947 року знову звільнений, після чого покинув Німеччину і поїхав до Італії. У 1951 році повернувся в Зальцбург, а пізніше переїхав до Баварії. 31 січня 1961 року був заарештований німецькою поліцією (його ім'я спливло під час процесу Адольфа Айхмана в Ізраїлі) і переданий австрійській владі для суду за обвинуваченням у знищенні євреїв у Варшаві та Любліні. У в'язниці покінчив життя самогубством.